# Wiener Vorstadt-Presse
Die Wiener Vorstadt-Presse war eine Wiener Zeitung des 19. Jahrhunderts. Sie erschien mit dem Zusatz „Communal-Organ“ von 10. Mai 1877 bis 31. Dezember 1889. Diese anfangs zweimal monatlich erschienene Zeitung wies wechselnde Verleger, Herausgeber und Redakteure auf und trug bis zur 5. Ausgabe 1878 den Zusatz „Organ für Politik und Volkswirtschaft“.
Fortgesetzt wurde die Zeitung unter dem Titel Leopoldstädter Montags-Zeitung. Von 20. Juli bis 31. Dezember 1878 war darin die österreichisch-ungarische Bauernzeitung enthalten. 

## Impressum
- 10. Mai 1877 – 30. August 1879: Wilhelm Király (Herausgeber)
- ab 3. Januar 1880: R. Schuster (Herausgeber; bis 6. August 1883 auch Eigentümer)
- Redakteur: J. Schuster.

## Drucker
- am 10. Mai 1877: Peter Lutschansky
- 30. Juni – 21. August 1877: M. Munk
- 28. November – 10. Dezember 1877: L. & K. Deutsch
- 15. März – 30. November 1878: E. Spitzer
- 20. Dezember 1878 – 24. August 1879: Carl Burkert
- 30. August 1879 – 31. Juli 1880: Josef Kaiser
- 7. August 1880 – 28. Mai 1881; 21. November 1881 – 3. August 1882; 9. Januar 1883 – 31. Oktober 1887; 31. Januar – 31. Dezember 1889: Jacob Schloßberg
- 5. Juni – 12. November 1881: Moritz Knöpflmacher
- 12. August – 21. Dezember 1882: Carl Fischer
- 15. November 1887 – Januar 1889: Josef Bayer & Comp.